# Notts County F.C.
Notts County Football Club – angielski klub piłkarski z siedzibą w Nottingham występujący w League Two. Jest to najstarszy profesjonalny klub piłkarski na świecie. Jednak za pierwszy klub na świecie oficjalnie, również przez FIFA, uznawany jest Sheffield F.C., założony w 1857 roku.
Siedzibą Srok jest stadion Meadow Lane. Stadion klubu Notts County i jego odwiecznych rywali Nottingham Forest F.C. dzieli jedynie rzeka Trent, są to najbliżej siebie położone kluby piłkarskie w Anglii (jednak nie w Wielkiej Brytanii, ponieważ jeszcze bliżej siebie położone są stadiony szkockich drużyn Dundee United i Dundee FC). Drużyna występuje w strojach w czarno-białe pasy.

## Sukcesy
- Puchar Anglii: 1894